# بومي (باد كاليه)
بومي، باد كاليه (بالفرنسية: Bomy)‏ هي بلدية تقع في إقليم باد كاليه من منطقة نور با دو كاليه في شمال فرنسا. تبلغ مساحة هذه المدينة 14.63 (كم²)، وترتفع عن سطح البحر 102 م، يبلغ عدد سكانها 596 نسمة حسب إحصاء المعهد الوطني للإحصاء والدراسات الاقتصادية سنة 2009 م. وترأس Alain Deblock البلدية خلال فترة (2008-2014).